# Уметничка школа Ниш
Уметничка школа Ниш је средња стручна школа за образовање кадрова из образовних профила: техничар дизајна графике, техничар дизајна текстила, ликовни техничар и техничар дизајна ентеријера и индустријских производа. 
Од оснивања до данас школа је неколико пута мењала зграду, да би од школске 1963/1964. године почела рад у Првомајској улици број 6, где и данас школски простор дели са Музичком школом. Од 1957. до 1998. године школа носи назив Ђорђе Крстић по знаменитом српском сликару.

## О школи
Данас у школи постоје четири образовна профила: техничар дизајна графике, техничар дизајна текстила, ликовни техничар и техничар дизајна ентеријера и индустријских производа. Пријемни испит се полаже из цртања, сликања и вајања. Испит траје три дана, а по правилу се заказује знатно раније у односу на класификационе испите за остале средње школе. Коначна ранг-листа се утврђује на основу збира поена са пријемног испита и поена које ученици доносе из основне школе. Школа има 11 учионица где се одвија теоретска настава, 5 пространих сала за цртање, 6 радионица, 1 кабинет за историју уметности, 1 кабинет за информатику, фотолабораторију, стручну и ђачку библиотеку, галерију, гипсотеку, оставу за драперије, столарску радионицу. Библиотека је свакодневно испуњена ученицима који желе да се додатно обавесте о уметничком стваралаштву посматрањем и анализом репродукција или читањем стручне литературе.

### Образовни профили
Образовни профили се школују на следећим смеровима:
- Ликовни техничар
- Техничар дизајна графике
- Техничар дизајна текстила
- Техничар дизајна ентеријера и индустријских производа

## O смеровима

### Ликовни техничар
Ликовни техничар стиче општу ликовну културу и практична знања за обављање разних послова из области ликовних делатности, као и за наставак школовања на свим одсецима ликовне Академије или примењене уметности, Филолошком и Филозофском факултету као и свим факултетима друштвених смерова.

### Техничар дизајна графике
Техничар дизајна графике стиче теоретска и практична знања из области примењене графике, упознаје графичку технологију и врсте штампе, овладава стручним знањем за укључивање у рад новинских кућа, издавачких организација, телевизијских, филмских, позоришних и туристичких установа и маркетиншких бироа. Омогућена му је даља проходност за наставак школовања на свим одсецима ликовне Академије или примењене уметности, Филолошком и Филозофском факултету као и свим факултетима друштвених смерова.

### Техничар дизајна текстила
Техничар дизајна текстила стиче теоретска и практична знања из ликовне уметности која су неопходна за текстилну струку, односно пројектовање текстила, преплетаје тканина, ткање, технологију текстилне производње, бојење и штампање или костимографију. Омогућена му је даља проходност за наставак школовања на свим одсецима ликовне Академије или примењене уметности, Филолошком и Филозофском факултету као и свим факултетима друштвених смерова.

### Техничар дизајна ентеријера и индустријских производа
Стиче теоријска и практична знања из области функционалног и естетског уређења простора и обликовања индустријских производа са технолошким процесом његове израде као једне целине. Омогућена му је даља проходност за наставак школовања на свим одсецима ликовне Академије или примењене уметности, Архитектонском, Грађевинском, Филолошком и Филозофском факултету као и свим факултетима друштвених смерова.

## О Дану школе
У школи се редовно свечано прослављају Дан школе и школска слава Свети Сава. Дан школе се некада обележавао 19. априла, по датуму рођења Ђорђа Крстића. Са променом назива школе, Дан школе се обележава 1. октобра, када је школа практично започела живот и рад. Прослава Дана школе увек је пропраћена пригодним програмом, изложбом ученика и професора школе, креативним акцијама и манифестацијама, а за јубилеје и штампањем монографије. У школи сваке године вредно ради драмска секција. Шездесету годишњицу школе обележило је успешно извођење представе Бриљантин, а овогодишњем Дану школе посебан печат дала је представа Госпођа министарка.